# Fowler (Kansas)
Pour les articles homonymes, voir Fowler.
Fowler est une municipalité américaine située dans le comté de Meade au Kansas.
Selon le recensement de 2010, Fowler compte 590 habitants. La municipalité s'étend alors sur 0,47 milles carrés (1,22 km2).
Elle doit son nom à George Fowler, propriétaire des terres où elle a été fondée.